# Elayavoor
Elayavoor es una ciudad censal situada en el distrito de Kannur en el estado de Kerala (India). Su población es de 33853 habitantes (2011). Se encuentra a 3 km de Kannur y a 89 km de Kozhikode.

## Demografía
Según el censo de 2011 la población de Elayavoor era de 33853 habitantes, de los cuales 15484 eran hombres y 18369 eran mujeres. Elayavoor tiene una tasa media de alfabetización del 97,58%, superior a la media estatal del 94%: la alfabetización masculina es del 98,70%, y la alfabetización femenina del 96,65%.